# 前508年
| 千纪： | 前1千纪 |
| 世纪： | 前7世纪 \| 前6世纪 \| 前5世纪 |
| 年代： | 前530年代 \| 前520年代 \| 前510年代 \| 前500年代 \| 前490年代 \| 前480年代 \| 前470年代 |
| 年份： | 前513年 \| 前512年 \| 前511年 \| 前510年 \| 前509年 \| 前508年 \| 前507年 \| 前506年 \| 前505年 \| 前504年 \| 前503年                                                                                   |
| 纪年： | 周敬王十二年 魯定公二年 齊景公四十年 晉定公四年 秦哀公二十九年 宋景公九年 楚昭王八年 卫灵公二十七年 陳惠公二十六年 蔡昭侯十一年 曹隐公二年 郑献公六年 燕平公十六年 杞悼公十年 吴王阖闾七年 越王允常三年 |

## 大事記
- 周朝的巩简公丢弃他的子弟，而喜欢任用疏远的异族客卿，四月二十四日，巩氏的子弟们刺杀了巩简公。
- 桐國叛楚。
- 楚國令尹囊瓦討伐吳國失敗。吳軍攻陷楚國巢邑，擄王子繁。
- 克里斯提尼在雅典進行改革。

## 逝世
- 巩简公